# Schismatoclada marojejyensis
Schismatoclada marojejyensis är en måreväxtart som beskrevs av Jean-Henri Humbert. Schismatoclada marojejyensis ingår i släktet Schismatoclada och familjen måreväxter. Inga underarter finns listade i Catalogue of Life.